# Limarí (provins)
Provincia de Limarí är en provins i Chile.   Den ligger i regionen Región de Coquimbo, i den centrala delen av landet, 300 km norr om huvudstaden Santiago de Chile. Antalet invånare är 161 950. Arean är 13 553 kvadratkilometer.
Terrängen i Provincia de Limarí är bergig åt sydost, men åt nordväst är den kuperad.
Provincia de Limarí delas in i:
- Ovalle
- Rio Hurtado
- Monte Patria
- Combarbala
- Punitaqui

Omgivningarna runt Provincia de Limarí är i huvudsak ett öppet busklandskap. Runt Provincia de Limarí är det glesbefolkat, med 8 invånare per kvadratkilometer.